# Neoeburia turuna
Neoeburia turuna é uma espécie de coleóptero da tribo Eburiini (Cerambycinae); com distribuição restrita ao Peru.

## Etimologia
"Turuna" vem do tupi, turuna = "preto grande"; alusivo ao colorido dos élitros.

## Descrição
Variam de 12-14 mm; cabeça vermelha, antenas pretas; protórax vermelho, com tubérculos pronotais pretos; élitros de cor preto à preto-acastanhados, cada um com uma faixa eburnéa; pernas e face ventral pretas.

## Sistemática
- Ordem Coleoptera
  - Subordem Polyphaga
    - Infraordem Cucujiformia
      - Superfamília Chrysomeloidea
        - Família Cerambycidae
          - Subfamília Cerambycinae
            - Tribo Eburiini
              - Gênero Neoeburia
                - N. turuna (Galileo & Martins, 2006)